# Ambasciatori del Württemberg in Austria

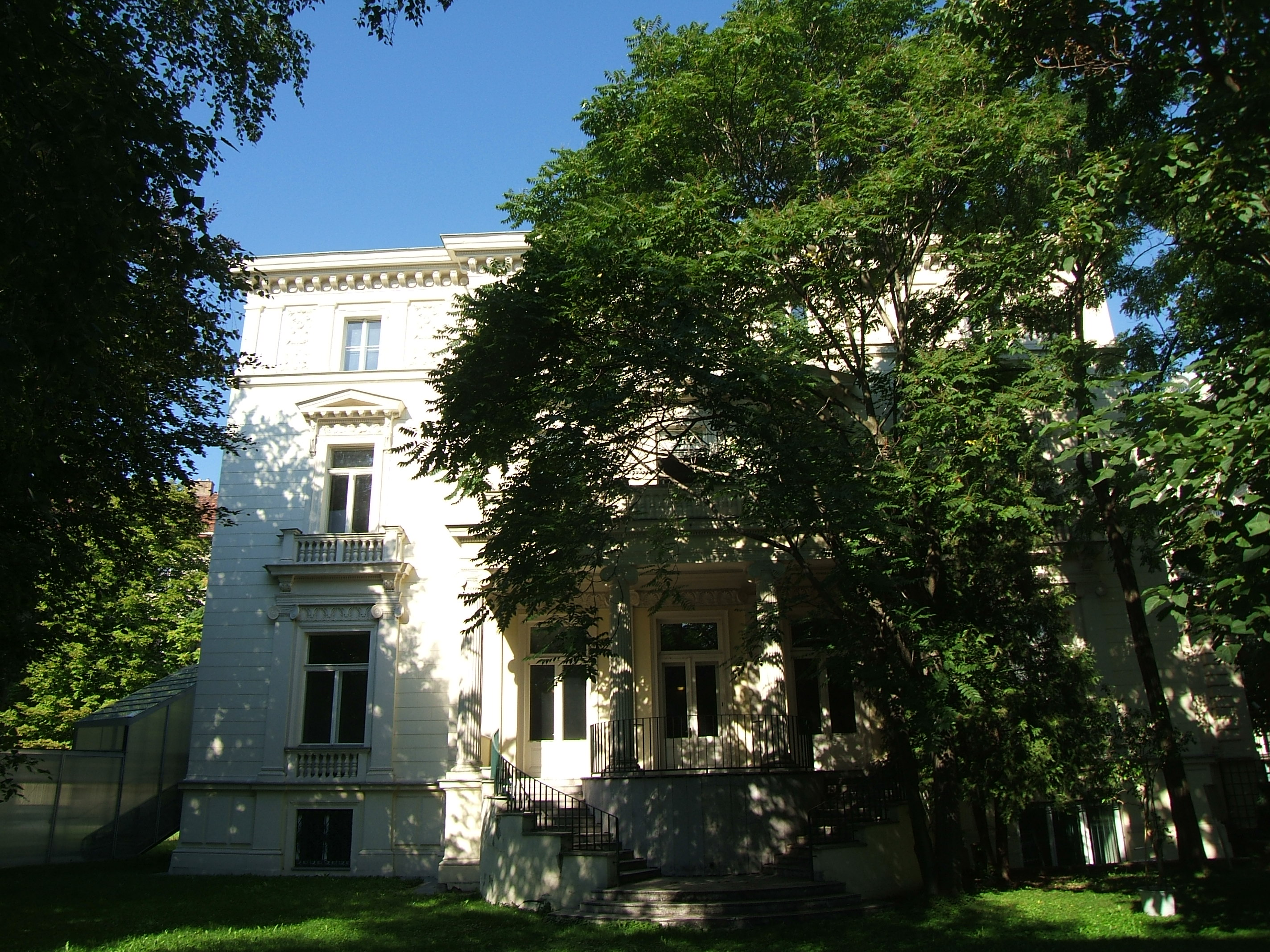
Palazzo Württemberg, sede dell'ambasciata del Württemberg a Vienna

L'ambasciatore del Württemberg in Austria era il primo rappresentante diplomatico del Württemberg in Austria (già Impero austriaco, già Sacro Romano Impero).
Le relazioni diplomatiche iniziarono ufficialmente nel 1650 e rimasero attive sino al 1894 quando la delegazione, troppo dispendiosa da mantenere come ambasciata, venne soppressa. Lo stato del Württemberg venne rappresentato dall'ambasciatore tedesco nell'Impero austro-ungarico.

## Ducato del Württemberg
- 1711-1732: Johann Heinrich Schütz von Pflummern
- 1732-1737: vacante
- 1737-1747: Christoph Dietrich von Keller (anche ambasciatore del Württemberg in Francia)
- 17??-1774: Ludwig Karl Eckbrecht von Dürckheim
- 1774-1784: vacante
- 1784-1794: Albrecht Jakob von Bühler
- 1794-1804: Christoph Albrecht von Bühler
- 1804-1806: Friedrich Ludwig III Truchsess zu Waldburg

## Regno del Württemberg
- 1806-1809: Paul Joseph von Beroldingen
- 1809-1810: vacante
- 1810-1813: Paul Joseph von Beroldingen
- 1813-1814: vacante
- 1814-1816: Paul Joseph von Beroldingen
- 1816-1818: Heinrich Levin von Wintzingerode
- 1818-1821: Karl August von Mandelsloh
- 1821-1827: Friedrich August Gremp von Freudenstein
- 1827-1829: Ferdinand Ludwig von Zeppelin
- 1830-1841: Ludwig Heinrich August Blomberg zu Sylbach
- 1841-1843: Karl August von Mandelsloh
- 1843-1852: Franz à Paula von Linden
- 1852-1855: Karl Eugen von Hügel
- 1855-1866: Adolf von Ow-Wachendorf
- 1866-1872: Otto Thumb von Neuburg
- 1872-1881: Fidel von Baur-Breitenfeld
- 1881-1893: Eugen von Maucler
- 1893-1894: Axel Varnbüler von und zu Hemmingen

1894: Chiusura dell'ambasciata